# Epipremnum pinnatum
Epipremnum pinnatum är en kallaväxtart som först beskrevs av Carl von Linné, och fick sitt nu gällande namn av Adolf Engler. Epipremnum pinnatum ingår i släktet Epipremnum och familjen kallaväxter. Inga underarter finns listade.

## Bildgalleri

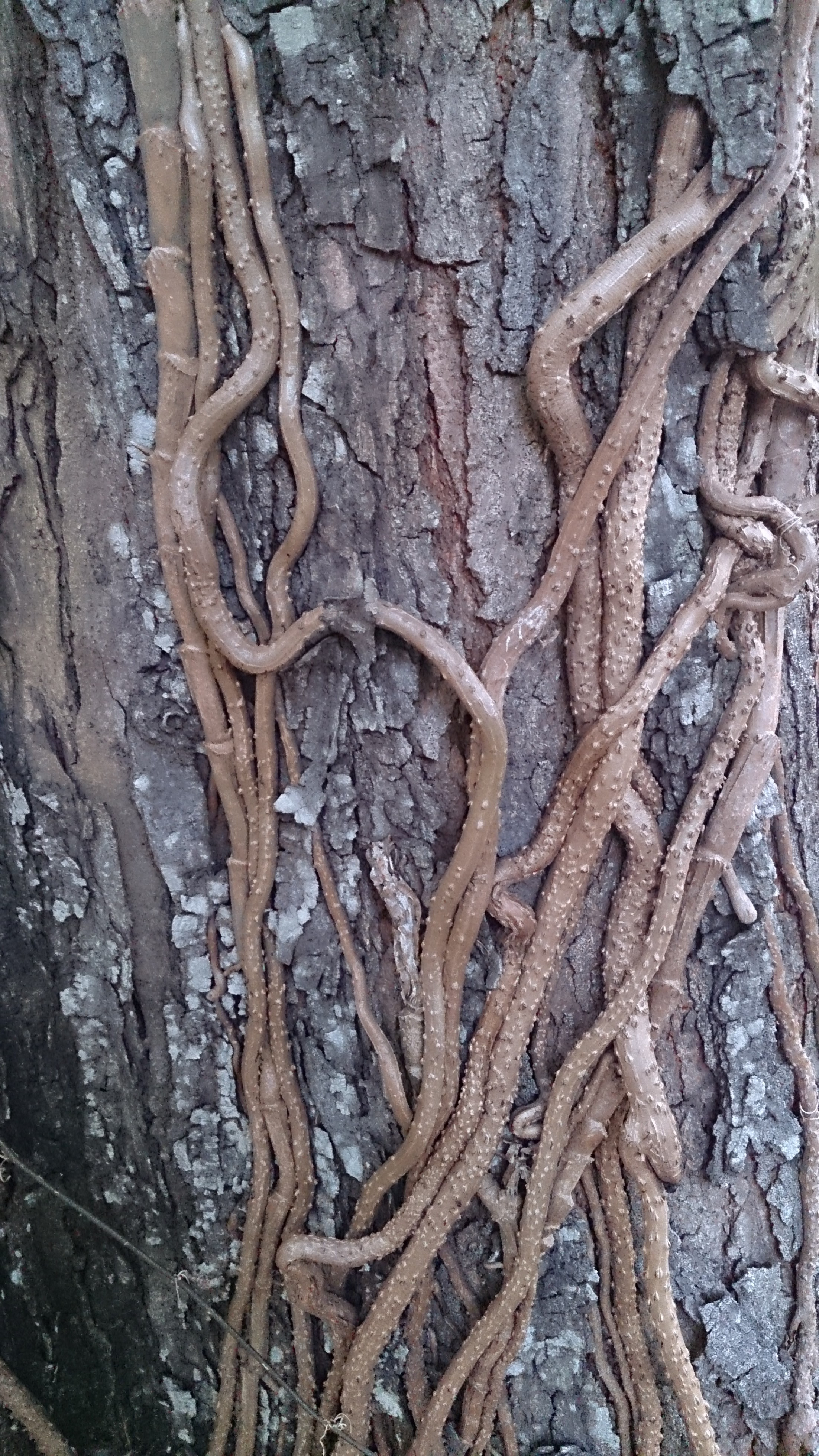